# Yakutat Bay
Yakutat Bay – zatoka w południowo-wschodniej Alasce w Stanach Zjednoczonych. 

## Warunki naturalne
Północno-wschodnie brzegi stanowi Lodowiec Malaspina objęty ochroną w ramach Parku Narodowego Wrangla-Świętego Eliasza. Wpływają z tej strony do zatoki liczne lodowcowe strumienie, w tym Kana Stream i Sudden Stream odprowadzające wody z jeziora Malaspina Lake. Północna część zatoki za przylądkiem Point Latouch przechodzi w Disenchantment Bay, do której uchodzi Lodowiec Hubbard. Na północno-zachodnim brzegu znajdują się pustkowia Russel Fiord Wilderness. Na południowo-zachodnim brzegu zatoki leży miasto Yakutat. Na południowym wschodzie zatoka uchodzi do Zatoki Alaski.
Zatoka była epicentrum dwóch głównych trzęsień ziemi z 10 września 1899: trzęsienie wstępnego o magnitudzie 7,4 i zasadniczego o magnitudzie 8,0, które nastąpiło 37 minut później.

## Awifauna
Yakutat Bay jest ważnym miejscem międzylądowań, rozmnażania oraz zimowania dla wielu morskich ptaków. Odnotowano w rejonie zatoki występowanie ponad 200 gatunków ptaków, z czego 177 odwiedza to miejsce regularnie, w tym 80 gatunków zimuje a niecałe 100 rozmnaża się tu lub prawdopodobnie rozmnaża. Wśród wykazanych z tego miejsca gatunków są wymagające ochrony: nur rdzawoszyi (Gavia stellata), nur białodzioby (G. adamsii), rybitwa aleucka (Onychoprion aleuticus), morzyk marmurkowy (Brachyramphus marmoratus) oraz krótkodzioby (B. brevirostris). Ze względu na obecność zagrożonego (2015) morzyka marmurkowego BirdLife International od 2012 uznaje zatokę za ostoję ptaków IBA.